# 1743

## Esdeveniments
Països Catalans
Resta del món
- 23 de març - Londres (Anglaterra): Händel estrena El Messies al Covent Garden.
- 27 de juny - Karlstein am Main (Baviera): Victòria del anglesos i austríacs contra els francesos en la batalla de Dettingen en el curs de la guerra de Successió Austríaca.[1]
- 7 d'agost - Turku (Finlàndia): Fi de la Guerra russosueca de 1741-1743 amb la signatura pels dos països del Tractat d'Åbo amb el qual els russos van obtenir les àrees a l'est del riu Kymijoki i els suecs van accedir a la coronació de Adolf Frederic de Suècia.

## Naixements
Països Catalans
Resta del món
- 19 de febrer - Lucca (Itàlia): Luigi Boccherini, violoncel·lista i compositor italià (m. 1805).[2]
- 13 d'abril - Thomas Jefferson, president dels Estats Units (m. 1826).[3]
- 3 de juny - Bolonya: Lucia Galeazzi Galvani, científica italiana (m. 1790).[4]
- 20 de juny. Kibworth Harcourt, Leicestershire: Anna Laetitia Barbauld, assagista anglesa, poeta i crítica literària (m.1825).[5]
- 19 d'agost - Vaucouleurs: Marie-Jeanne Du Barry, cortesana francesa, amant de Lluís XV (m. 1793).[6]
- 26 d'agost - Antoine Lavoisier, químic francés (m. 1794).
- 17 de setembre - Ribemont, França: Nicolas de Condorcet, Marie-Jean-Antoine Nicolas de Caritat, marquès de Condorcet, matemàtic, filòsof i polític (m. 1794).
- 29 de desembre - La Haia: Maria Margaretha la Fargue, pintora neerlandesa del segle xviii (m. 1813).[7]

## Necrològiques
Països Catalans
- 2 de maig - Sant Boi de Llobregat: Rafael Casanova i Comes, advocat i polític austriacista, darrer conseller en Cap de Barcelona (1713-1714) (n. 1660 ?).[8]
- 4 de setembre - illa fluvial Reinnach (el Rin, Breisach, Alsàcia, Alemanya): Pere Joan Barceló i Anguera, conegut com a Carrasclet, militar català, mort lluitant amb Àustria contra França en la guerra de Successió austríaca.

Resta del món
- 5 de maig, Sant Petersburg: Dorothea Maria Graff, pintora naturalista alemanya (n. 1678).[9]
- 2 de juliol - Spencer Compton, primer ministre britànic (n. 1673).[10]